# ایوایلو دیمیتروف (بازیکن فوتبال، زاده ۱۹۸۹)
ایوایلو دیمیتروف (بلغاری: Ивайло Емилов Димитров؛ زادهٔ ۲۶ مارس ۱۹۸۹) بازیکن فوتبال اهل بلغارستان است.
از باشگاه‌هایی که در آن بازی کرده است می‌توان به باشگاه فوتبال زسکا صوفیه اشاره کرد.
وی همچنین در تیم ملی فوتبال بلغارستان بازی کرده است.